# 紀元前759年
紀元前759年（きげんぜん759ねん）は、西暦による年。

## 他の紀年法
- 干支 : 壬午
- 中国
  - 周 - 平王12年
  - 魯 - 恵公10年
  - 斉 - 荘公贖36年
  - 晋 - 文侯22年
  - 秦 - 文公7年
  - 楚 - 霄敖5年
  - 宋 - 武公7年
  - 衛 - 武公54年
  - 陳 - 平公19年
  - 蔡 - 戴侯元年
  - 曹 - 穆公元年
  - 鄭 - 武公12年
  - 燕 - 鄭侯6年
- 朝鮮
  - 檀紀1575年
- ユダヤ暦 : 3002年 - 3003年